# McMullen (Alabama)
McMullen é uma cidade  localizada no estado americano do Alabama, no Condado de Pickens.

## Demografia
Segundo o censo americano de 2000, a sua população era de 66 habitantes.
Em 2006, foi estimada uma população de 61, um decréscimo de 5 (-7.6%).

## Geografia
De acordo com o United States Census Bureau, a localidade tem uma área de 0,3 km², sem área coberta por água.

## Localidades na vizinhança
O diagrama seguinte representa as localidades num raio de 32 km ao redor de McMullen.